# 哈丽玛·纳卡依
哈丽玛·纳卡依（Halimah Nakaayi，1994年10月16日—）是一名乌干达中跑运动员。她参加了里约热内卢举行的2016年夏季奥林匹克运动会的女子800米项目，并在闭幕式中担任乌干达代表团的旗手。她最大的成功是2019年世界田径锦标赛800米的金牌。